# دیدیک
دیدیک (به انگلیسی: Deadache) چهارمین آلبوم استودیویی از گروه موسیقی هوی متال اهل فنلاند لردی است، که در ۲۹ اکتبر ۲۰۰۸ توسط سونی میوزیک منتشر شد. یک مهمانی رسمی برای انتشار آلبوم در تاریخ ۳۱ اکتبر ۲۰۰۸ در کلاب تواستیا در هلسینکی برگزار شد (هالووین).